# Louis Énault

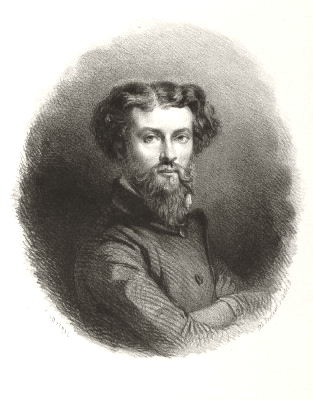
Louis Énault

Louis Énault (geboren 1824 in Isigny-sur-Mer; gestorben am 28. März 1900 in Paris) war ein französischer Schriftsteller und Journalist.

## Leben
Énault studierte zunächst Jura in Paris und arbeitete anschließend als Rechtsanwalt. Er war politisch ein Anhänger des Legitimismus. Als solcher wurde er nach dem  Juniaufstand 1848 verhaftet. Nach seiner Freilassung bereiste er Nordeuropa und die Mittelmeerregion. In seinem Reisetagebuch verfasste er insbesondere eine ausführliche Beschreibung des historischen Zentrums von Genua.
Zurück in Frankreich schloss er 1851 sein Studium an der Universität Caen als docteur ès lettre ab. Hierzu legte er eine Arbeit über den griechischen Dichter Aischylos vor. Danach war er vor allem als Journalist tätig und arbeitete für die Zeitungen La Vie à la campagne, au Le Constitutionnel et à la Gazette, Le Figaro, L’Illustration. Darüber hinaus ist er als Übersetzer literarischer Werke bekannt. So stammt von ihm eine Übersetzung von Die Leiden des jungen Werthers von Johann Wolfgang von Goethe und er übertrug Onkel Toms Hütte von Harriet Beecher Stowe ins Französische. Eine intensive Zusammenarbeit gab es zwischen Énault und Gustave Doré, der beispielsweise Grafiken zu seiner Reiseliteratur beisteuerte. Énaut veröffentlichte auch unter dem Pseudonym Louis de Vernon. Er starb 1900 in Paris. Der Schriftsteller Jules Romains nannte Louis Énault als Beispiel für einen Autor, der bereits vor seinem Tod vergessen wurde und keine Bedeutung für die jüngeren Generation habe.

## Veröffentlichungen (Auswahl)
- 1854: La Terre-Sainte, voyage des quarante pèlerins en 1853
- 1855: Werther, Übersetzung von Johann Wolfgang von Goethe: Die Leiden des jungen Werthers
- 1857: La Norvège
- 1857: La Rose blanche
- 1857: Les amours de Chiffonnette
- 1858: Christine
- 1858: La Rose blanche. Frère Jean. Les Amours de Chiffonnette>
- 1858: La Vierge du Liban
- 1859: Angleterre, Écosse, Irlande, voyage pittoresque
- 1859: Nadèje
- 1859: La Case de l’oncle Tom, ou Vie des nègres en Amérique, Übersetzung von Harriet Beecher Stowe: Onkel Toms Hütte
- 1860: Alba
- 1860: Hermine
- 1860: L’Amour en voyage
- 1860: Histoire de la littérature des Hindous
- 1861: L’Inde pittoresque
- 1861: Un amour en Laponie
- 1862: Pêle-mêle
- 1863: La Rose blanche. Inès. Une larme, ou Petite pluie abat grand vent
- 1863: La Méditerranée, ses îles et ses bords
- 1867: L’Amérique centrale et méridionale
- 1869: La Pupille de la Légion d’honneur
- 1870: La destinée
- 1871: Paris brûlé par la Commune
- 1872: Histoire d’une femme, deutsch 1875: Die Geschichte einer Frau
- 1873: Stella
- 1873: Le Baptême du sang
- 1874: La Vie à deux. Les Malheurs de Rosette. Les Aventures de Madeleine. La Race maudite
- 1876: Londres, mit Illustrationen von Gustave Doré
- 1880: Le Chien du capitaine. Trop curieux. Les Roses du docteur. Le Mont Saint-Michel, deutsch 1971: Strupp geht an Bord
- 1881: Paris-Salon
- 1882: Paris-Salon
- 1883: Paris-Salon
- 1884: Paris-Salon
- 1884: Les Diamants de la couronne
- 1884: Histoire d’amour
- 1886: Paris-Salon
- 1886: Un amour en Laponie
- 1891: Paris-Salon
- 1892: Paris-Salon
- 1896 La Tresse bleue. Aimée. La Chandelle romaine. Le Noël des oiseaux. Le Carnaval arlésien. Une rose au cap Nord. Un gentilhomme